# Gyrinus pygolampis
Gyrinus pygolampis is een keversoort uit de familie van schrijvertjes (Gyrinidae). De wetenschappelijke naam van de soort is voor het eerst geldig gepubliceerd in 1776 door Modeer.